# Château Lescombes
Le château Lescombes est situé dans le bourg de la commune d'Eysines en Gironde.

## Toponymie
Le toponyme Les combes viendrait du gascon las combas.

## Historique
L'ancien château nommé château de la Plane faisait partie de la seigneurie de la Plane qui comportait, outre le château, un domaine rural de vignes et de forêt aménagé par les Feuillants.
Il a appartenu à une riche famille de propriétaires bordelais, qui ont une rue à Bordeaux. Le seigneur Gratian Mullet. Ils ont restauré le château après son incendie ; leur blason est visible au-dessus de la porte d'entrée : trois canards, TIERÇON de LA PLANE.
Le domaine a ensuite été détruit à la fin de la guerre de Cent Ans et reconstruit au XVIIe siècle. Le château actuel a donc été entièrement reconstruit : le blason ainsi que l'escalier menant à la cave sont les seuls vestiges de l'époque.
C'est en 1724 que la famille Duret, dont la filiation remonte à Benjamin Duret, bourgeois de Bordeaux et négociant, acquiert la maison noble de la Plane.
Le château a été acheté en 1989 par la commune d'Eysines.
Le pigeonnier du XVIIe siècle a été inscrit monument historique par arrêté du 4 mars 1992.
C'est un pigeonnier monumental correspondant à un privilège de la noblesse. Au-dessus de l'oculus se trouvait une girouette sur montant métallique en forme de flamme, qui a été emportée par une tempête et n'a pas été remontée lors de la restauration. Il n'y a pas de boulin à l'intérieur. Tout comme au pigeonnier de Pressac dans l'Entre-deux-mers, il y avait un plancher en bois dont il reste les supports en pierre tout autour à 2 mètres de hauteur environ. Bâti au-dessus d'un puits qui permettait d'alimenter le château en eau potable, il a été transformé en château d'eau au XIXe siècle.

## Architecture
Le bâtiment est flanqué de quatre tours d'angle à toit en poivrière recouvert d'ardoise.
Cette maison noble fut agrandie une première fois en 1537 puis par les Feuillants. D'après le cadastre de 1811, l'édifice formait un quadrilatère délimitant une cour intérieure.
Le hangar, accolé à l'ancien mur du château, abrite l'outillage lourd, les charrettes et le harnachement faisant partie de l'écomusée du maraîchage.
À proximité, le pigeonnier-puits est une tour cylindrique recouverte d'un dôme de pierre où est exposée une collection d'outils maraîchers de cet écomusée.

## Centre d'art contemporain
Le centre d’art contemporain du château Lescombes a été conçu par l’architecte Marcel Mirande.
La commune d'Eysines y développe une politique d’ouverture avec la mise en place d’une tactique d’éducation artistique, qui vise à sensibiliser le public et à le familiariser avec l’œuvre contemporaine.
Depuis 1998, quatre à six expositions par an y sont programmées. Elles s’efforcent de  présenter le travail d’artistes  nationaux et internationaux, évoquant pour la majorité la création picturale de la seconde moitié du XXe siècle.
Le Domaine de Lescombes expose en majorité des peintres, mais aussi des sculpteurs ou photographes, s’efforçant d’explorer au maximum l’art actuel.
L'entrée est libre.

## Galerie

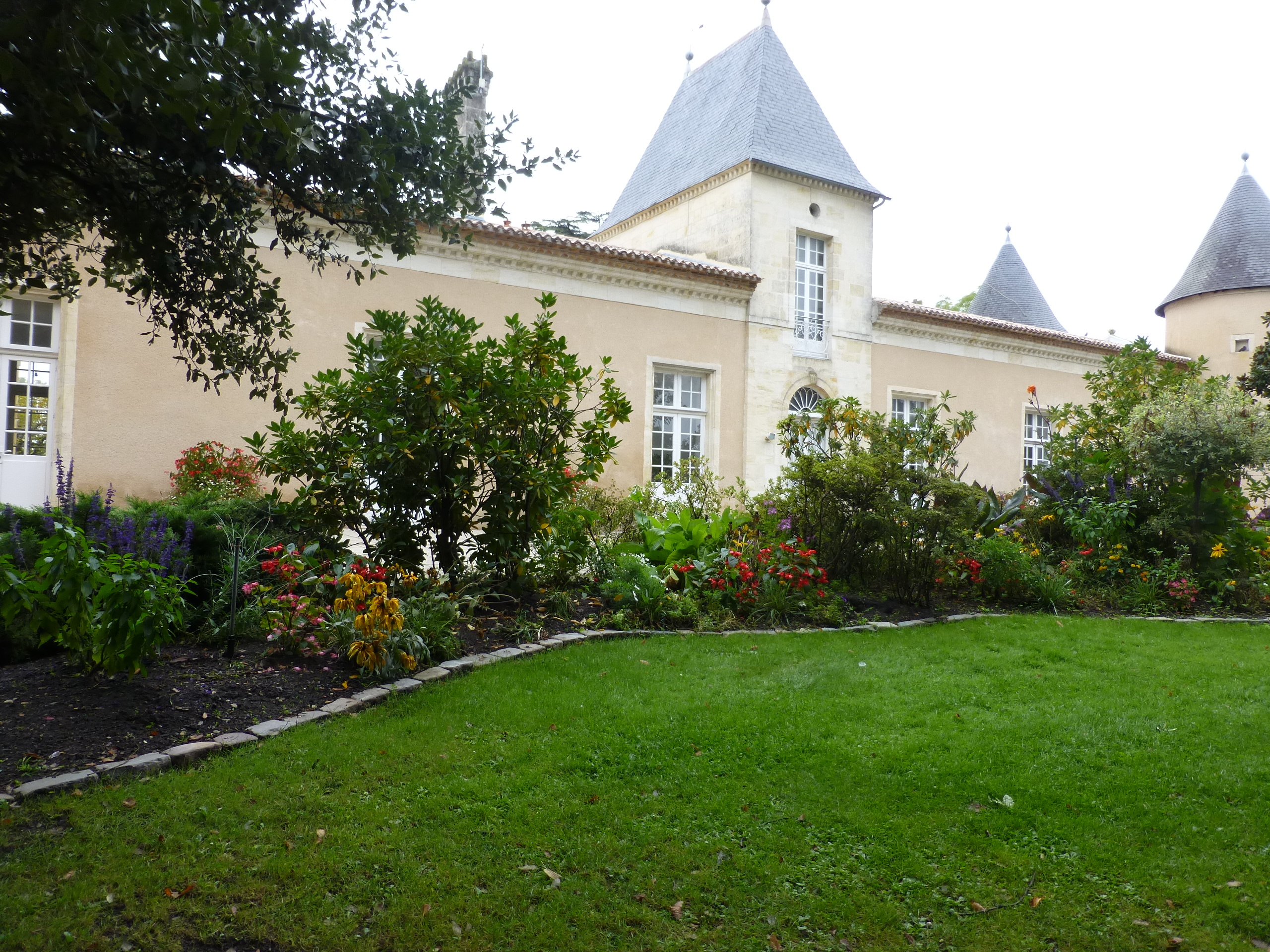
Château vu du parc avec massif de fleurs.
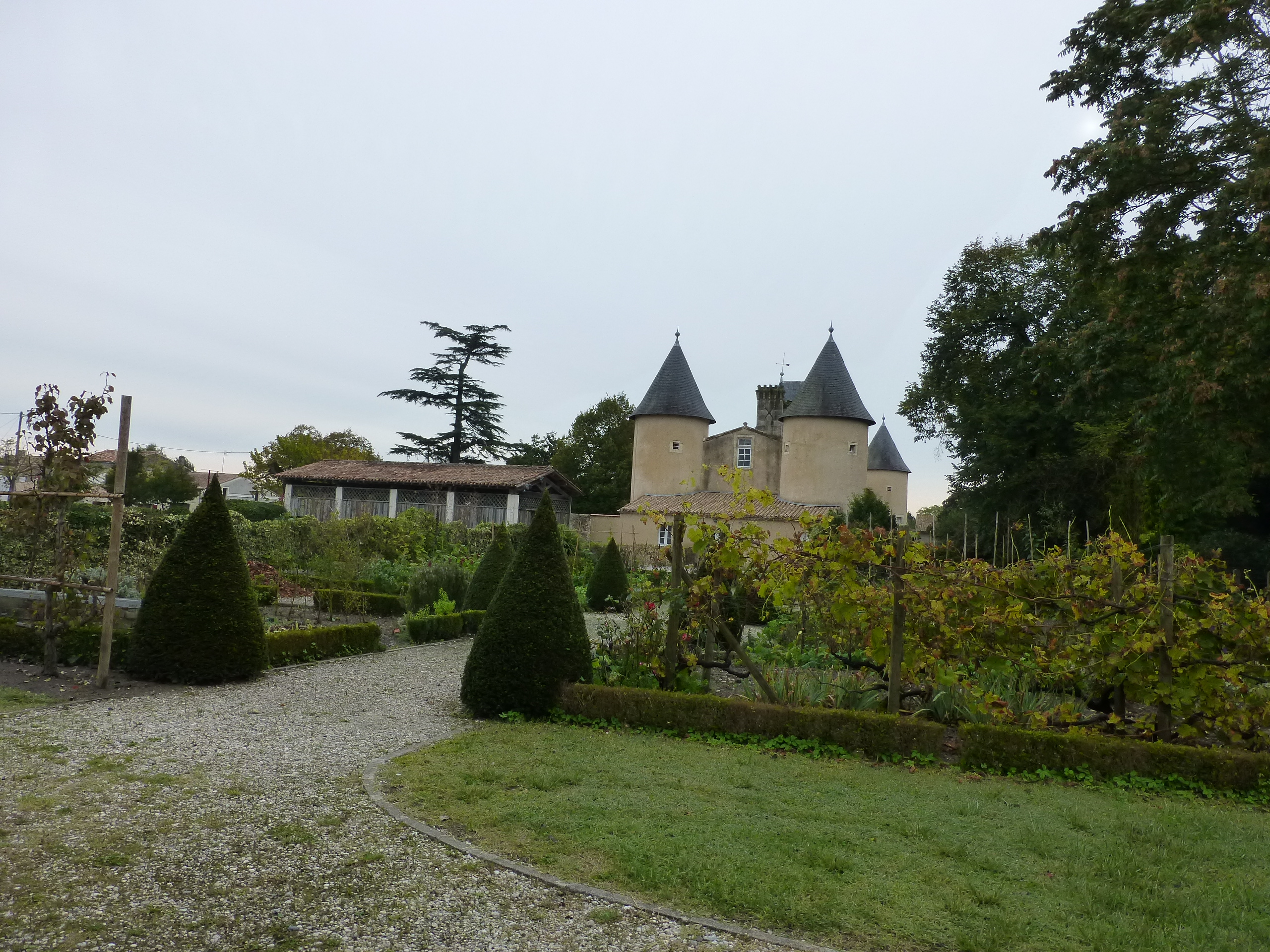
Château vu du parc.
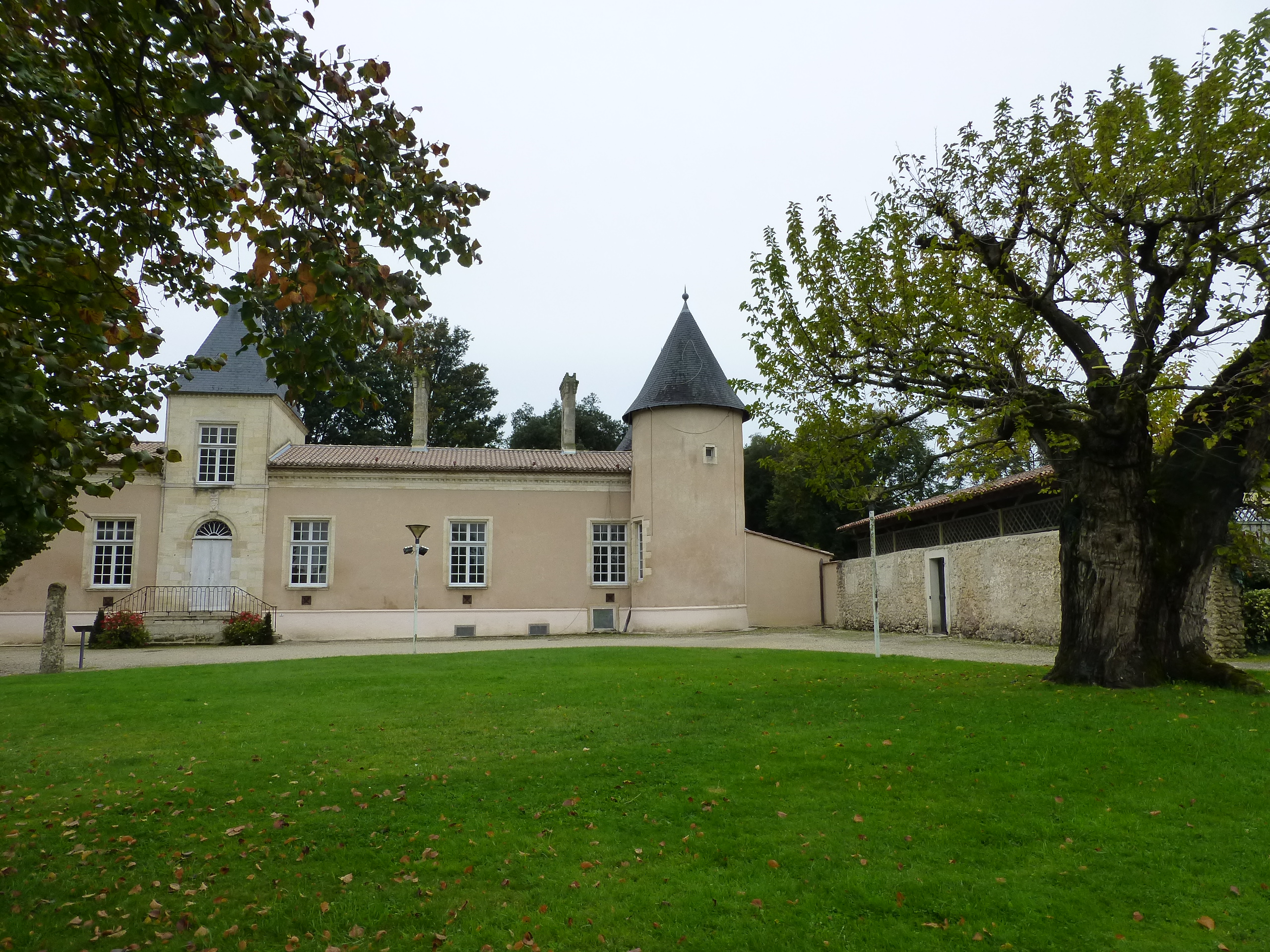
Château en octobre 2015.
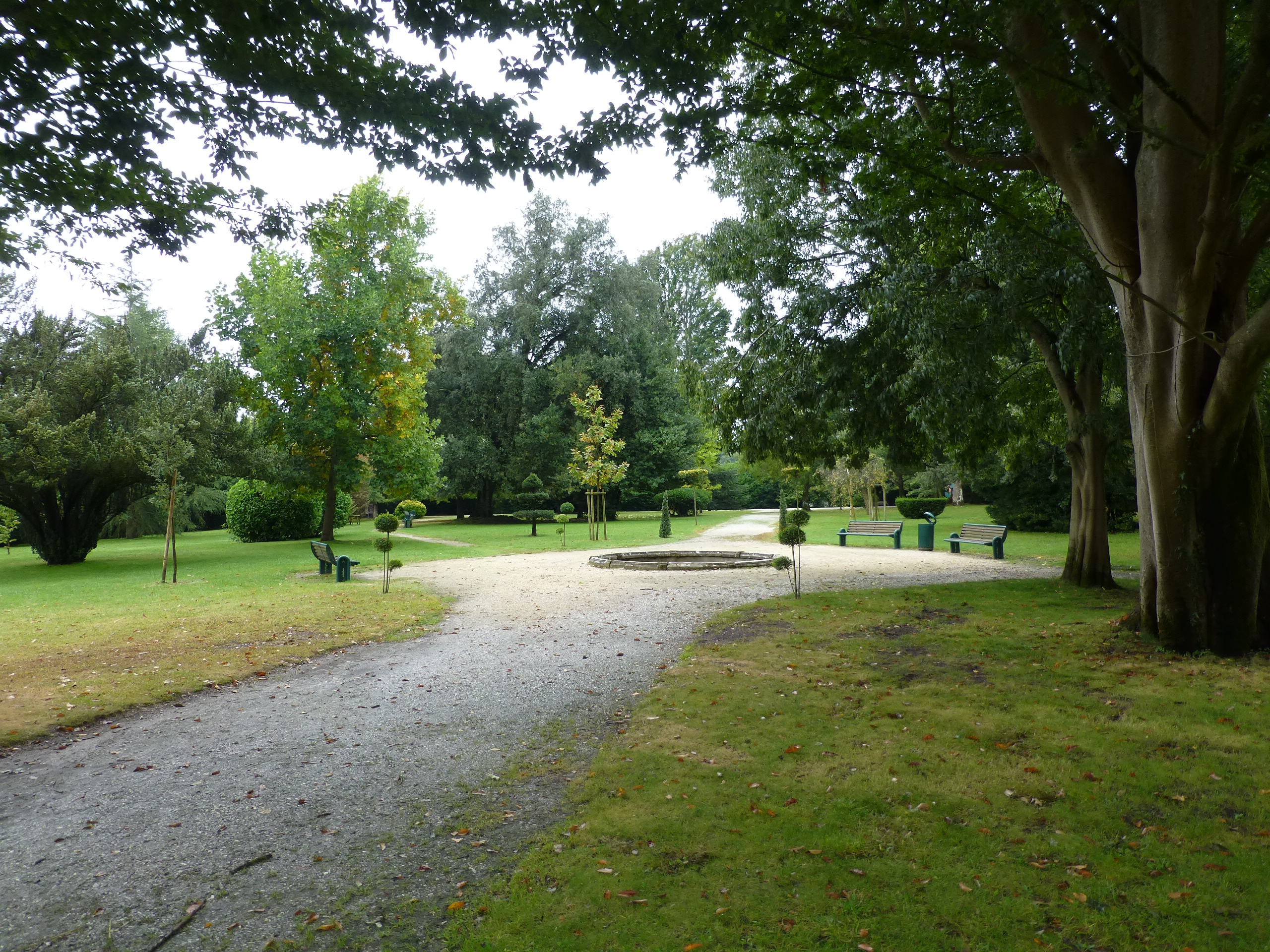
Parc de Lescombes.
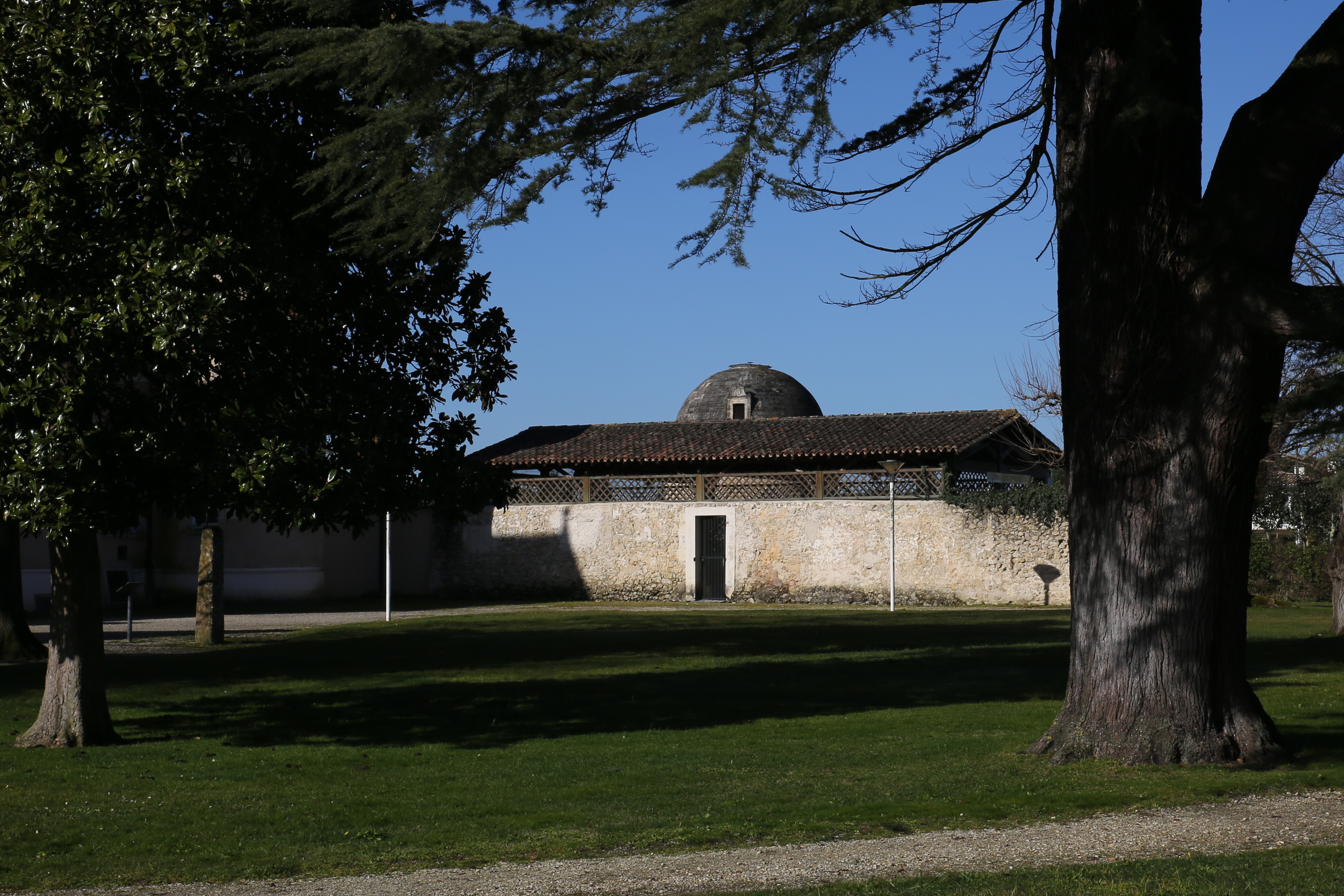
Remise du château.
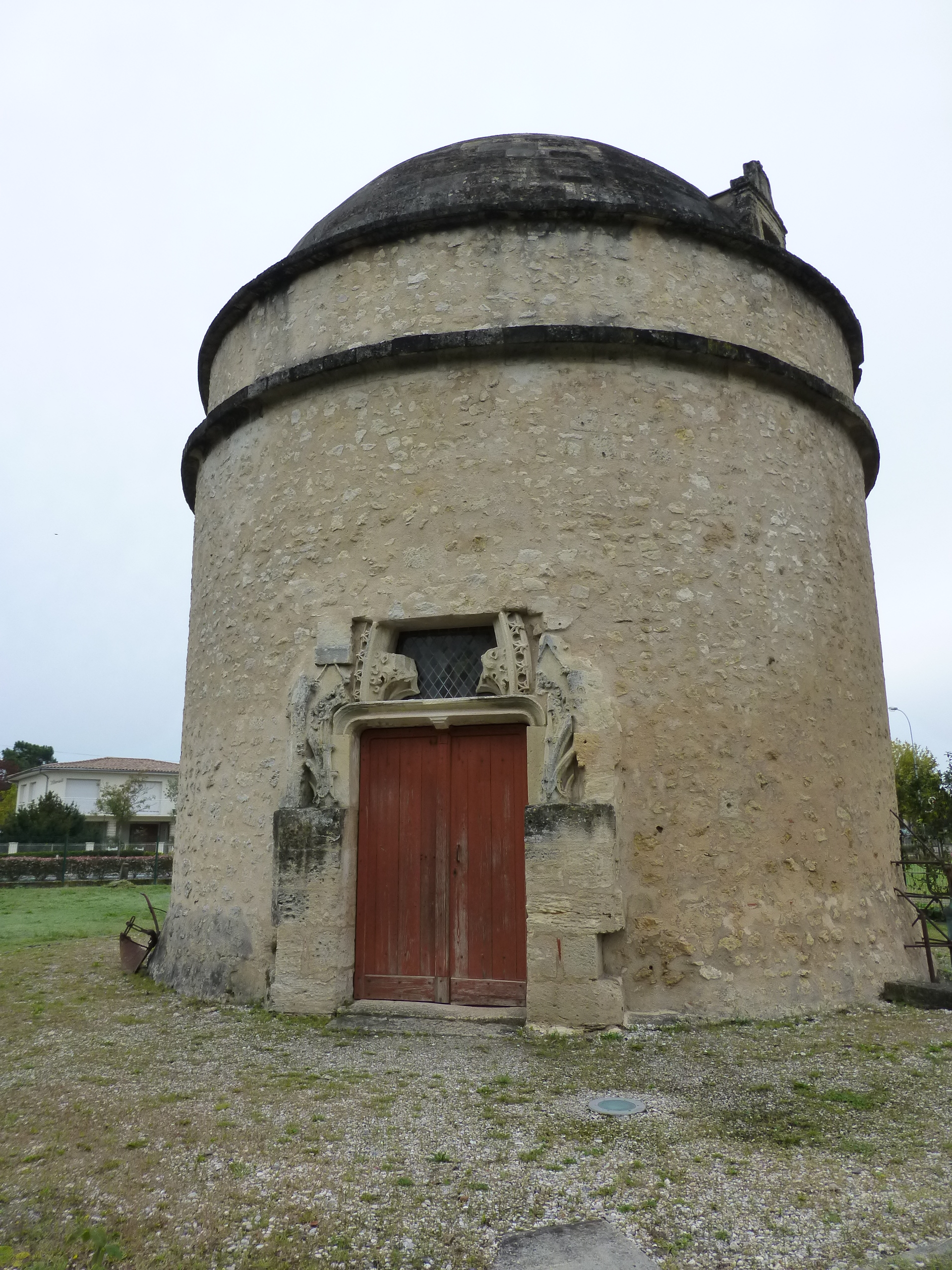
Pigeonnier.
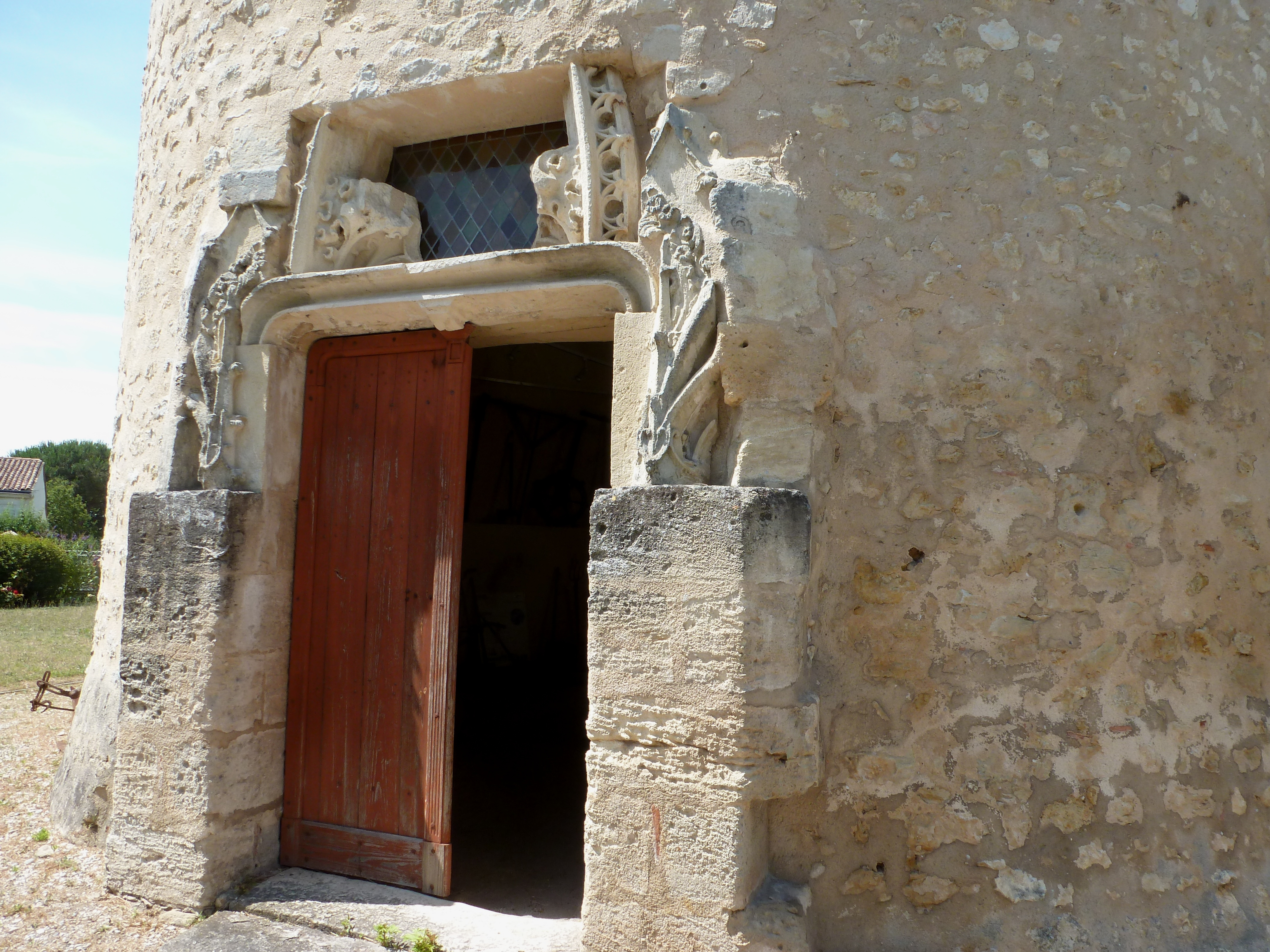
Porte d'entrée du pigeonnier
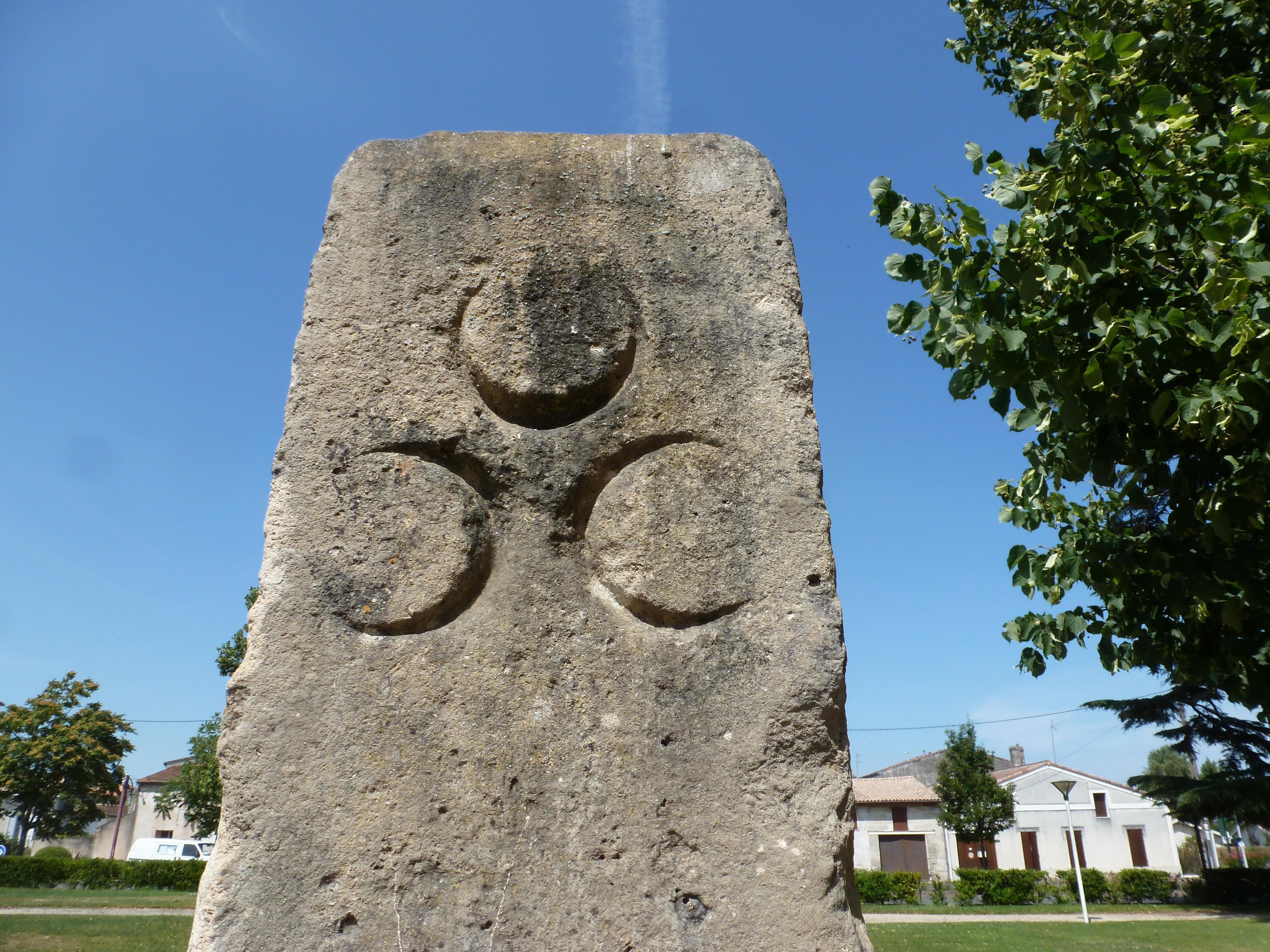
Borne de juridiction du Thil, les trois croissants
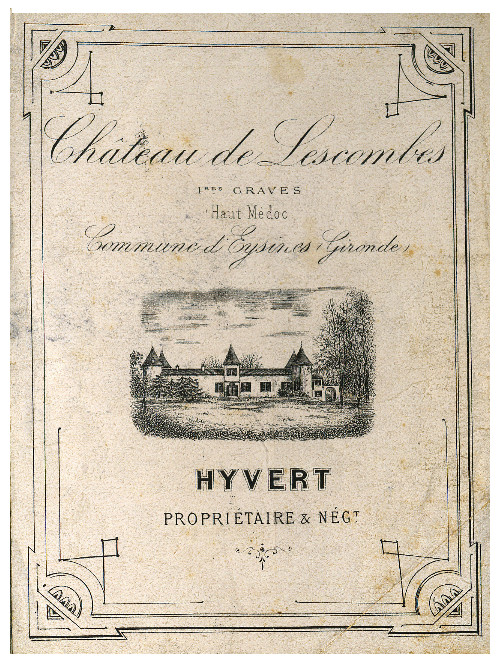
Etiquette du vin du château (1880)